# Fernando Pedroza
Fernando Pedroza là một đô thị thuộc bang Rio Grande do Norte, Brasil. Đô thị này có diện tích 322,54 km², dân số năm 2007 là 2545 người, mật độ 7,9 người/km².